# Burton Richter
Burton Richter, född 22 mars 1931 i Brooklyn, New York, USA, död 18 juli 2018 i Stanford i Kalifornien, var en amerikansk fysiker och nobelpristagare.
Han ledde teamet vid Stanford Linear Accelerator Center (SLAC), som var med och upptäckte J/ψ-meson 1974, tillsammans med teamet vid Brookhaven National Laboratory (BNL) lett av Samuel Ting för vilken de vann Nobelpriset i fysik 1976. Denna upptäckt var en del av ”novemberrevolutionen” av partikelfysiken. Han var SLAC-direktör från 1984 till 1999.

## Biografi
Richter föddes i en judisk familj i Brooklyn och växte upp i samhället Far Rockaway i Queens. Hans föräldrar var Fanny (Pollack) och textilarbetaren Abraham Richter. Han utexaminerades från Far Rockaway High School, en skola som också utbildade nobelpristagarna Baruch Samuel Blumberg och Richard Feynman. Han studerade vidare på Mercersburg Academy i Pennsylvania och fortsatte sedan att studera vid Massachusetts Institute of Technology, där han tog sin kandidatexamen 1952 och sin doktorsexamen 1956. Han började sedan arbeta vid Stanford University och blev professor 1967. Richter var chef för Stanford Linear Accelerator Center (SLAC) från 1984 till 1999. Han var senior fellow vid Freeman Spogli Institute for International Studies och Paul Pigott-professor emeritus i fysikalisk vetenskap vid Stanford University.

## Vetenskapligt arbete
Som professor vid Stanford utformade Richter SPEAR (Stanford Positron-Electron Asymmetric Ring) partikelaccelerator med hjälp av David Ritson, en annan fysikprofessor vid Stanford. När slutligen ekonomiska resurser säkrats, ledde Richter byggnaden av SPEAR, med stöd av U.S. Atomic Energy Commission. Med den ledde han ett team som upptäckte en ny subatomär partikel som han kallade en ψ (psi). Denna upptäckt gjordes också av teamet som leddes av Samuel Ting vid Brookhaven National Laboratory, men han kallade partikeln J. Partikeln blev därmed känd som J/ψ-meson. Richter och Ting tilldelades tillsammans Nobelpriset i fysik 1976 för sitt arbete.
Under 1975 tillbringade Richter ett sabbatsår på CERN där han arbetade med ISR-experimentet R702.
Richter var medlem i JASON advisory group och satt i styrelsen för Scientists and Engineers for America, en organisation inriktad på att främja sund vetenskap i amerikansk regeringspolitik.

## Utmärkelser och hedersbetygelser
År 1987 fick Richter Golden Plate Award av American Academy of Achievement.
År 2003 valdes han in i American Philosophical Society.
År 2012 meddelade president Barack Obama att Richter var medmottagare av Enrico Fermi Award, tillsammans med Mildred Dresselhaus.
År 2014 tilldelade president Obama också Richter 2012 års nationella vetenskapsmedalj med motiveringen: "För banbrytande bidrag till utvecklingen av elektronacceleratorer, såväl cirkulära som linjära kolliderare, synkrotronljuskällor och för upptäckter inom elementär partikelfysik och bidrag till energipolitiken."